# Consiliul de Coroană
Consiliul de Coroană a fost o structură politică cu caracter consultativ care funcționa pe lângă regele României și care era compusă din membri selectați de acesta, de regulă, dintre foștii prim-miniștri și șefii partidelor politice importante, la care se adăugau membrii Guvernului. Rolul Consiliului de Coroană era de a discuta decizii majore cu privire la politica României și la dinastie. Existența Consiliului de Coroană a avut în majoritatea timpului un caracter informal, el fiind instituționalizat abia printr-un Decret-lege din 30 martie 1938.

## Lista Consiliilor de Coroană
Consiliile de Coroană care au avut loc și problemele dezbătute au fost următoarele:
- 2 aprilie 1877 – intrarea României în Războiul de Independență
- 21 iulie 1914 – aprobarea neutralității României la începutul Primului Război Mondial
- 14 august 1916 – aprobarea intrării României în Primul Război Mondial
- 17-19 februarie 1918 – aprobarea începerii tratativelor de pace cu Puterile Centrale
- 31 decembrie 1925 – a luat act de renunțarea la tron a principelui Carol în favoarea fiului său, Mihai.
- 9 aprilie 1937 – excluderea Principelui Nicolae din familia regală
- 17 martie 1939 – discutarea situației create prin ocuparea Cehoslovaciei
- 6 septembrie 1939 – aprobarea neutralității României la începutul celui de-al Doilea Război Mondial
- 27 iunie 1940 – aprobarea ultimatumului sovietic în privința Basarabiei
- 23 august 1940 – discutarea tratativelor cu Ungaria în privința Transilvaniei
- 30 august 1940 – aprobarea ofertei de arbitraj făcută de Germania și Italia în privința Transilvaniei
- 31 august 1940 – a luat act de conținutul Dictatului de la Viena.

## Instituționalizarea Consiliului de Coroană
La începutul anului 1938, regele Carol al II-lea a decis desființarea regimului parlamentar și a instaurat un regim de autoritate personală, consacrat legislativ prin redactarea, aprobarea prin plebiscit și apoi promulgarea unei noi Constituții. S-au luat mai multe măsuri de reorganizare a statului, care au inclus: cenzura, suspendarea inamovibilității magistraților și a stabilității funcționarilor publici, dizolvarea partidelor politice, crearea unui partid de „masă” (Frontul Renașterii Naționale), organizarea profesională în bresle, reforma administrativă etc.
Pe acest fundal, la 30 martie 1938 s-a emis un decret-lege prin care s-a instituit Consiliul de Coroană ca organism politic distinct. Conform decretului-lege, membrii Consiliului urmau a fi numiți prin decret regal, dintre actuali sau foști demnitari ai statului, bisericii, oștirii și ai curții regale sau din personalități de vază ale țării, numărul membrilor nefiind limitat. Consiliul își păstra statutul său consultativ.
Membrii Consiliului purtau titlul de consilier regal, și primeau o indemnizație lunară de 50.000 lei. Aceștia au fost următorii (cei pentru care nu se specifică data au fost numiți la 30 martie 1938):
- Patriarhul Miron Cristea, decedat la 6 martie 1939
- Mareșalul Alexandru Averescu, decedat la 30 octombrie 1938
- Mareșalul Constantin Prezan
- Generalul Artur Văitoianu
- Alexandru Vaida-Voevod
- Gheorghe Mironescu
- Nicolae Iorga
- Constantin Angelescu
- Gheorghe Tătărescu
- Constantin Argetoianu
- Generalul Ernest Ballif
- Alexandru C. Cuza, de la 16 iunie 1939
- Victor Iamandi, de la 23 noiembrie 1939
- Ion Mihalache, de la 17 aprilie 1940, demisionar la 26 iunie
- Victor Antonescu, de la 18 aprilie 1940
- Patriarhul Nicodim Munteanu, de la 20 august 1940
- Mitropolitului Ardealului Nicolae Bălan, de la 20 august 1940
- Mitropolitul Bisericii Române Unite cu Roma, Greco-Catolică Alexandru Nicolescu, de la 20 august 1940

## Vezi și
- Consiliu privat